# Washington Park (Arizona)
Washington Park – jednostka osadnicza w Stanach Zjednoczonych, w stanie Arizona, w hrabstwie Gila.